# Arhopala hirava
Arhopala hirava är en fjärilsart som beskrevs av Corbet 1941. Arhopala hirava ingår i släktet Arhopala och familjen juvelvingar. Inga underarter finns listade i Catalogue of Life.